# Melkus

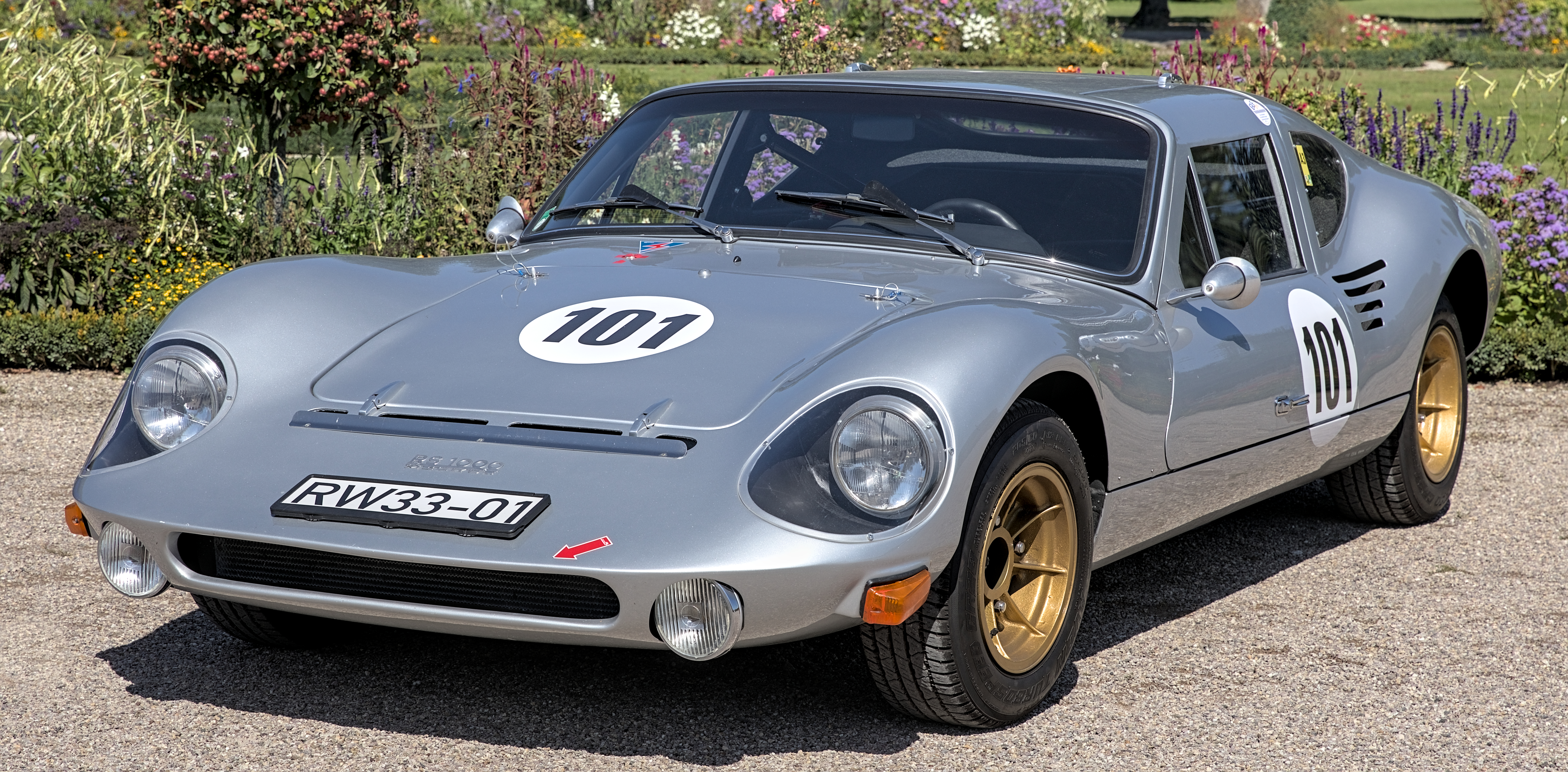
Melkus RS 1000.

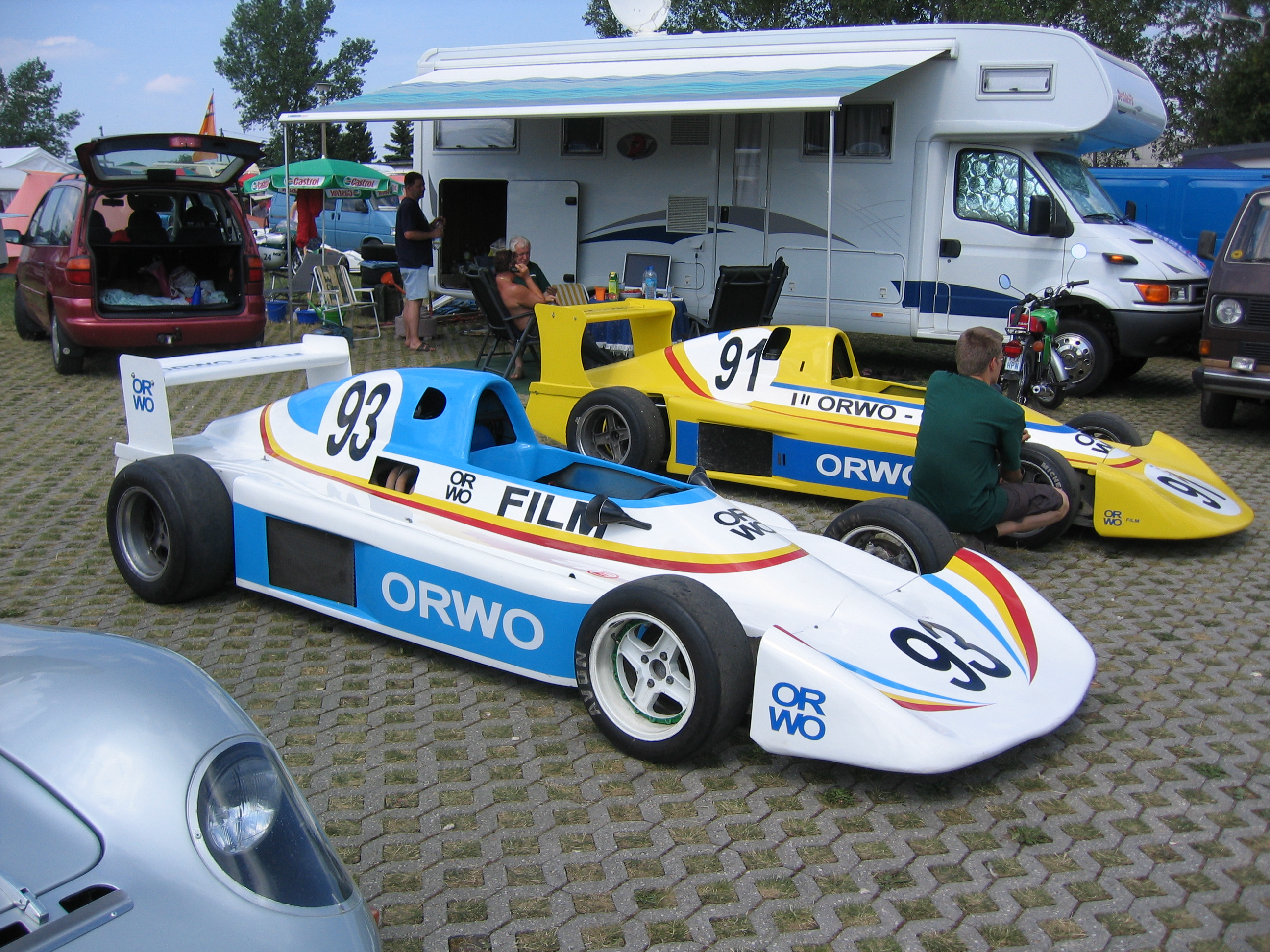
Dos Melkus MT77.

Melkus fue una marca de monoplazas de carreras fundada en Dresde (Alemania Oriental) por el piloto Heinz Melkus. La compañía existió entre 1959 y 1986, y luego entre 2009 y 2012. Los automóviles Melkus usaba motores Wartburg y el resto de piezas eran de Wartburg y Trabant, excepto en el periodo comprendido entre 2009 y 2012, donde utilizaron motores Toyota y Volkswagen. Compitieron en Fórmula 3 y Fórmula Junior.
Entre 1959 y 1986 la marca solo construyó un vehículo de calle, el Melkus RS 1000, del que se fabricaron 101 unidades. Era un automóvil deportivo con un motor Wartburg de dos tiempos y 3 cilindros. La mayoría de ellos usaban una versión de 992 cc., pero versiones más modernas empleaban motores de 1.200 cc.
La marca dejó de fabricar coches en 1986.
En diciembre de 2006 Melkus Engineering, compañía dirigida por el hijo de Melkus, Peter Melkus, anunció la fabricación de nuevos Melkus RS 1000. Entre los años 2009 y 2012 se lanzó un nuevo modelo, el Melkus RS 2000.
En agosto de 2012 la compañía se declaró en bancarrota.